# 平山邦彦
平山 邦彦（ひらやま くにひこ、1975年 - ）は日本の中国語学者。

## 経歴
熊本県出身。199熊本県立玉名高等学校を経て1998年3月東京外国語大学外国語学部中国語学科卒業。2000年3月東京外国語大学大学院地域文化研究科博士前期課程を修了した。
2000年から2002年にかけて、中国政府奨学金留学生として北京大学へ留学した。
その後、拓殖大学で教鞭をとり、講師、助教授を経て現在は外国語学部の教授である。
また、NHKラジオ「まいにち中国語」の講師も務めた。
主な著書に「口を鍛える中国語作文」などがある。